# Jung So-ri
Jung So-ri (en hangul: 정소리; nacida el 2 de junio de 1998, es una actriz y cantante de música tradicional coreana.

## Vida personal
Proveniente de una familia que ha cultivado la música tradicional coreana durante varias generaciones, sus padres le pusieron el nombre de So-ri ('convertirse en cantante de pansori') esperando que sucediera precisamente eso, y en efecto So-ri canta desde los cinco años. Vivió sus primera infancia en Jeonju (Jeolla del Norte), pero a los seis años la familia se mudó a Yangsan. Posteriormente la actriz se trasladó a Seúl.
En 2014 ingresó en la Escuela Secundaria de Artes de Busan para especializarse en gayageum byeongchang.

## Carrera
Su agencia de representación es Saram Entertainment. Aunque su proyecto es concentrarse en su carrera como actriz, no prevé abandonar nunca su faceta como intérprete de música tradicional.
Durante sus años en la escuela secundaria apareció en el concurso musical de MNET 너의 목소리가 보여 (formato televisivo cuya versión española se tituló Veo cómo cantas). Se presentó en la tercera temporada, el 7 de julio de 2016, interpretando una canción de Yoon Bok-hee.
Precisamente esa aparición televisiva propició su debut en cine. En 2018 el director Yoon Jong-bin estaba buscando una nueva actriz para el papel de Lee Hong-seol en Infiltrado en el Norte, y la llamó para una audición tras verla cantando en televisión. Una vez elegida, tuvo que aprender a expresarse en un dialecto norcoreano, dado que su personaje, Hong-seol, es una agente de la Agencia de Seguridad Nacional de Corea del Norte.
Su primera serie fue el drama web Gumiho Café, de 2019. Al año siguiente protagonizó otra serie web, Cast: The Golden Age of Insiders, con el papel de una joven brillante y popular en la escuela pero marcada por las discordias familiares.
En 2022 participó en la exitosa serie Pachinko con el papel de Ji-yoon, una joven de familia rica en Joseon. Durante el periodo del rodaje en Canadá participó en las audiciones de la película Carter enviando un vídeo a los productores en Corea, y de este modo fue elegida para el papel de Han Jeong-hee, la mujer del protagonista. También para esta película tuvo que aprender un nuevo dialecto norcoreano, para encarnar un personaje que por buena parte del filme solo es una voz que guía al protagonista a través de un auricular. Además de su papel como actriz, So-ri canta el tema musical Who am I? incluido en la banda sonora original de la película. Koo Ja-wan, director musical de Carter, la eligió considerando que el concepto musical del filme era la música tradicional coreana.
Ese mismo año apareció también con un pequeño papel en Decision to Leave, de Park Chan-wook; en ella es una estudiante con un trabajo a tiempo parcial en una sala de ordenadores.
En 2023 actuó en It's Night, una serie web, un drama de suspenso con personajes adolescentes donde es Kim So-mi, una estudiante de secundaria que dirige al grupo en un misterioso y cruel juego de supervivencia. Se trata de un personaje complicado, con varias facetas que va mostrando a lo largo de la trama. La serie tuvo también difusión en Corea del Sur a través de Netflix, y allí estuvo entre las tres más vistas durante varias semanas.

## Filmografía

### Películas
| Año  | Título                 | Papel                           | Notas                                    | Ref.        |
| ---- | ---------------------- | ------------------------------- | ---------------------------------------- | ----------- |
| 2018 | Infiltrado en el Norte | Lee Hong-seol                   |                                          | [ 4 ]       |
| 2022 | Decision to Leave      | Trabajadora en sala informática |                                          | [ 1 ]       |
| 2022 | Carter                 | Han Jeong-hee                   | Interpreta también una canción de la BSO | [ 3 ] [ 6 ] |

### Series de televisión
| Año  | Título                           | Papel         | Canal          | Notas                    | Ref.  |
| ---- | -------------------------------- | ------------- | -------------- | ------------------------ | ----- |
| 2019 | Gumiho Café                      | Yeo-hee       |                | Serie web                | [ 1 ] |
| 2020 | Cast: The Golden Age of Insiders | Chae Ye-jin   | Seezn, YouTube | Serie web - protagonista | [ 5 ] |
| 2021 | Move to Heaven                   | Enfermera Kim | Netflix 2021   | Serie web                |       |
| 2022 | Pachinko                         | Ji-yoon       | Apple TV+      | Serie web                | [ 1 ] |
| 2023 | It's Night                       | Kim So-mi     | U+ Mobile tv   | Serie web                | [ 9 ] |
| 2024 | Knight Flower                    | Seok Jae-i    | MBC            |                          |       |

### Sesiones fotográficas
| Año  | Publicación      | N.º       | Ref.          |
| ---- | ---------------- | --------- | ------------- |
| 2022 | Esquire Korea    | Octubre   | [ 2 ] [ 11 ]  |
| 2022 | Arena Homme Plus | Noviembre | [ 12 ] [ 13 ] |